# Alex de Grassi
Alex de Grassi (* 13. Februar 1952 in Yokosuka, Japan) ist ein US-amerikanischer Fingerstyle-Gitarrist, der zahlreiche richtungsweisende Alben veröffentlicht hat.

## Lebenslauf
Geboren wurde Alex de Grassi in Japan, wuchs jedoch in San Francisco, Kalifornien, auf. Er studierte Wirtschaftswissenschaft an der University of California, Berkeley. Nach dem Ablegen der Prüfung wandte er sich der Musik zu. Er war eine Zeitlang Straßenmusiker in London, bis er über seinen Cousin Will Ackermann im Jahre 1978 sein erstes Album bei dessen Label Windham Hill veröffentlichte. Seitdem hat er über 15 Alben auf verschiedenen Labels veröffentlicht und auch sein eigenes Label Tropo Records gegründet. Sein Album The Water Garden war sowohl für den Grammy Award als auch für den Indie Award nominiert. Neben seinen Solowerken hat er mit dem chilenischen Multi-Instrumentalisten Quique Cruz in der Band Tatamonk sowie mit dem Experimental-Gitarristen G. E. Stinson zusammengearbeitet. De Grassi veranstaltet Workshops und gibt Unterricht sowie Konzerte, die ihn auf mehrere Kontinente führen. Neben seinen Soloprojekten tourt er mit der Gruppe Demania, deren Name sich aus Namenssilben der Mitglieder de Grassi, Michael Manring (Bass) und Christopher Garcia (Perkussion) zusammensetzt.
Alex de Grassi lebt heute in Redwood Valley in der Nähe von Ukiah, der Hauptstadt von Mendocino County, Kalifornien.

## Musikalische Einflüsse und Hintergrund
Schon früh war de Grassi musikalischen Einflüssen ausgesetzt: Sein Vater war ein klassischer Pianist, sein Großvater Geiger im San Francisco Symphony Orchestra. Mit 13 lernte er Trompete und brachte sich bald danach das Gitarrespiel selber bei. Später lernte de Grassi Jazzpiano bei Mark Levine und studierte Komposition bei William Mathieu und Gitarre bei Bill Thrasher. In seiner Zeit beim Windham Hill Label lernte er den Gitarristen Michael Hedges kennen, mit dem ihn eine lange Freundschaft verband und der ihn stilistisch beeinflusste. De Grassi hat jedoch seinen eigenen Stil entwickelt, der schon nach kurzem Hören eines seiner Stücke erkennbar ist.

## Spieltechnik
De Grassi wird von vielen Fingerstyle-Gitarristen als einer der virtuosesten seines Genres bezeichnet. Schnelle Läufe und Arpeggien kennzeichnen seinen Stil. Vielfach verwendet er offene Stimmungen. De Grassis Kompositionen zeichnen sich durch ungewöhnliche Melodieführungen und Harmonien aus. Eines seiner Stilmittel ist der zurückhaltende Einsatz von perkussiven Techniken, indem er den Gitarrenkörper auf verschiedene Weisen als Schlagzeug einsetzt.

## Instrumente und technische Ausrüstung
De Grassi spielt vor allem speziell angefertigte Gitarren. Seine Hauptgitarre ist derzeit eine Custom Lowden F35c aus Ahorn mit Zederndecke sowie eine Custom Traugott R aus brasilianischem Palisander mit Zederndecke. Neben diesen Gitarren spielt er eine Custom McCollum Baritongitarre (mit 28-Zoll-Mensur) aus Paduk mit Zederndecke sowie eine Custom Carlson Sympitar aus Ahorn mit einer Zederndecke.
De Grassi benutzt bei Konzerten allgemein ein AKG 460 Kondensatormikrophon mit herzförmiger Aufnahmecharakteristik. Nur selten benutzt er einen Tonabnehmer, den er über einen Vorverstärker von Raven Lab an die Verstärkeranlage anschließt.

## Diskografie

### Audio
- 1978 Turning: Turning Back (Windham Hill)
- 1979 Slow Circle (Windham Hill)
- 1981 Clockwork (Windham Hill)
- 1984 Southern Exposure (Windham Hill)
- 1987 Altiplano (RCA/Novus)
- 1991 Deep at Night (Windham Hill)
- 1992 A Windham Hill Retrospective (Windham Hill)
- 1993 The World’s Getting Loud (Windham Hill)
- 1996 Beyond the Night Sky: Lullabies for Guitar (EarthBeat!)
- 1997 Alex de Grassi’s Interpretation of Simon & Garfunkel (NorthSound)
- 1998 Alex de Grassi’s Interpretation of James Taylor (NorthSound)
- 1998 The Water Garden (Tropo Records TRD1001)
- 1999 Bolivian Blues Bar (Narada)
- 2000 Tatamonk (Tropo Records)
- 2001 Shortwave Postcard (Auditorium)
- 2003 Now and Then: Folk Songs for the 21st Century (33rd Street), mit Michael Manring
- 2005 Windham Hill Presents: PURE – Alex de Grassi (Windham Hill)
- 2006 DEMANIA – de Grassi, Manring, Garcia (Tropo Records)
- 2008 Harp Guitar Dreams (Harp Guitar Music)
- 2008 As You Drift Away: Lullabies (Wiederveröffentlichung von „Beyond the Night Sky“) Music for Little People
- 2010 A Windham Hill Retrospective (Windham Hill)

### Audio, Kompilationen
Angaben von  und 
- 1981 Windham Hill Records Sampler '81
- 1982 Windham Hill Records Sampler '82
- 1983 An Evening With Windham Hill Live
- 1984 Windham Hill Records Sampler '84
- 1985 An Invitation to Windham Hill
- 1990 Windham Hill: The First Ten Years (disc 1)
- 1991 Windham Hill Guitar Sampler Volume II
- 1992 The Impressionists: A Windham Hill Sampler
- 1993 A Winter’s Solstice IV
- 1994 Windham Hill Sampler '94
- 1994 The Bach Variations
- 1995 Select Sounds 1995
- 1995 A Winter’s Solstice V
- 1995 Winter Resonance: Selections from A Winter’s Solstice V / Celtic Christmas / By the Fireside
- 1996 Healing: Renew
- 1996 Sanctuary: 20 Years of Windham Hill (disc 1)
- 1997 Acoustic Heart: The Passion and Romance of Acoustic Guitar Masters
- 1997 The White Album: A Windham Hill Collection
- 1998 A Winter Solstice Reunion
- 1998 Yoga Zone: Music for Yoga Practice
- 2000 Windham Hill Classics: Morning
- 2000 Windham Hill Classics: Journeys
- 2002 A Windham Hill Christmas
- 2003 Windham Hill Chill 2 (disc 2: Acoustic)
- 2003 A Windham Hill Christmas II
- 2005 A Windham Hill Christmas: The Night Before Christmas
- 2005 A Quiet Revolution: 30 Years of Windham Hill
- 2006 Revenge of Blind Joe Death: The John Fahey Tribute Album

### DVD, Video
- 1998 Adventures in Fingerstyle Guitar: The Techniques and Arrangements of Alex de Grassi (Homespun Tapes)
- 1998 The Artist’s Profile: Alex de Grassi (Ecliptic Productions)
- 1998 Muriel Anderson’s All Star Guitar Night (Homespun Tapes)
- 2004 The Six String Workshop (Malone Media Group/Tropo Records)
- 2006 Great Guitar Lessons: Alex de Grassi, Muriel Anderson, and Frederic Hand (Homespun Tapes)
- 2007 Alex de Grassi in Concert (Mel Bay Records)

### Noten, Bücher
- Alex de Grassi Guitar Collection (1988). Hal Leonard Publishing, ISBN 978-0-7935-0303-2
- Windham Hill Guitar Sampler (1994). Hal Leonard Publishing HL00694888, ISBN 0-7935-2488-1
- Portraits of Christmas for Fingerstyle Guitar (1996). John August/Mel Bay, ISBN 978-0-7866-2669-4
- Custom Guitars (2000). String Letter Publishing, ISBN 978-1-890490-29-4
- Alternate Tunings Guitar Collection, Volume 7 (2000). String Letter Publishing, ISBN 978-1-890490-27-0
- The Best Of Alex de Grassi (2006). Hal Leonard Publishing, ISBN 978-1-4234-0724-9
- 3 Themes for Steel-String Guitar, String Quartet, and String Orchestra: Solo Guitar Part and Score by Jeremy Cohen and Alex de Grassi (2007). String Letter Publishing, ISBN 978-1-890490-68-3